# Liste des planètes mineures non numérotées découvertes en mars 2013
Pour un article plus général, voir Liste des planètes mineures non numérotées découvertes en 2013.
Pour un article plus général, voir Liste des planètes mineures.
Cet article dresse la liste des planètes mineures (astéroïdes, centaures, objets transneptuniens et assimilés) non numérotées découvertes en mars 2013 dans l'ordre de leur découverte.
Au 15 janvier 2025, 661 077 des 1 434 993 planètes mineures répertoriées par le Centre des planètes mineures ne sont pas encore numérotées, soit 46,07 %.

## Rappel concernant la désignation provisoire
La désignation provisoire indique l'ordre de découverte de ces objets. En effet, cette désignation est composée de l'année de découverte (par exemple 2013) suivie de la quinzaine (demi-mois) de découverte (p.e. A = 1-15 janvier) puis de l'ordre de découverte dans cette quinzaine. Cet ordre est indiqué par une lettre et éventuellement un chiffre comme suit : A pour la première découverte, B pour la deuxième, ..., Z pour la 25e (le I n'est pas utilisé pour éviter la confusion avec 1), A1 pour la 26e, B1 pour la 27e, etc. , Z1 pour la 50e, A2 pour la 51e, B2 pour la 52e, etc. L'ordre de la numérotation ne suit donc pas l'ordre alphanumérique. 2013 AA1 suit ainsi 2013 AZ et précède 2013 AB1.

## Liste

### Du1erau 15 mars 2013
- 2013 EA
- 2013 EB
- 2013 EC
- 2013 EH
- 2013 EP
- 2013 EQ
- 2013 ER
- 2013 ES
- 2013 ES1
- 2013 EV1
- 2013 EY1
- 2013 EB2
- 2013 EO2
- 2013 EV2
- 2013 EC3
- 2013 EJ3
- 2013 EO3
- 2013 ER3
- 2013 ES3
- 2013 ET3
- 2013 EU3
- 2013 EO4
- 2013 EP4
- 2013 EQ4
- 2013 ER4
- 2013 ES4
- 2013 ET4
- 2013 EY4
- 2013 EB5
- 2013 EC5
- 2013 EO5
- 2013 EQ5
- 2013 ER5
- 2013 ET5
- 2013 EU5
- 2013 EW5
- 2013 EX5
- 2013 EZ5
- 2013 EK6
- 2013 ER6
- 2013 EU6
- 2013 EA7
- 2013 EC7
- 2013 ET7
- 2013 EY7
- 2013 EZ7
- 2013 EG8
- 2013 EL8
- 2013 ES8
- 2013 EU8
- 2013 EX8
- 2013 EY8
- 2013 EJ9
- 2013 ES9
- 2013 EZ9
- 2013 EA10
- 2013 EB10
- 2013 EH10
- 2013 EK10
- 2013 EL10
- 2013 EQ10
- 2013 EF11
- 2013 EG11
- 2013 EJ11
- 2013 EK11
- 2013 EQ11
- 2013 ER11
- 2013 ES11
- 2013 ET11
- 2013 ED12
- 2013 EK12
- 2013 EM12
- 2013 EV12
- 2013 EL13
- 2013 EM13
- 2013 ER13
- 2013 EA14
- 2013 EE14
- 2013 EL14
- 2013 EP14
- 2013 EB15
- 2013 EH15
- 2013 EP15
- 2013 ES15
- 2013 EE16
- 2013 EL16
- 2013 EQ16
- 2013 EC17
- 2013 EE17
- 2013 ET17
- 2013 EV17
- 2013 EM18
- 2013 ET18
- 2013 ED19
- 2013 EJ19
- 2013 EL19
- 2013 EY19
- 2013 EC20
- 2013 EN20
- 2013 EO20
- 2013 EP20
- 2013 ER20
- 2013 EA21
- 2013 EC21
- 2013 EW21
- 2013 EZ21
- 2013 ER22
- 2013 EU22
- 2013 EW22
- 2013 EG23
- 2013 EM23
- 2013 EP23
- 2013 EB24
- 2013 EW24
- 2013 EX24
- 2013 EB25
- 2013 EE25
- 2013 EF25
- 2013 EJ25
- 2013 EO25
- 2013 EQ25
- 2013 EU25
- 2013 EB26
- 2013 EJ26
- 2013 ER26
- 2013 EN27
- 2013 ER27
- 2013 EU27
- 2013 EV27
- 2013 EX27
- 2013 EY27
- 2013 EZ27
- 2013 EC28
- 2013 ED28
- 2013 EF28
- 2013 EG28
- 2013 EH28
- 2013 EJ28
- 2013 EK28
- 2013 EL28
- 2013 EO28
- 2013 EQ28
- 2013 EA29
- 2013 EC29
- 2013 EE29
- 2013 EH29
- 2013 EK29
- 2013 EC30
- 2013 EG30
- 2013 EO30
- 2013 EE31
- 2013 EB32
- 2013 EF32
- 2013 EG32
- 2013 EV32
- 2013 EN33
- 2013 EA34
- 2013 EB34
- 2013 EG34
- 2013 EY34
- 2013 EZ34
- 2013 EL35
- 2013 ES35
- 2013 EA36
- 2013 EO36
- 2013 EQ36
- 2013 EG37
- 2013 EH37
- 2013 EQ37
- 2013 EU37
- 2013 EB38
- 2013 EW38
- 2013 EX38
- 2013 EY38
- 2013 EC39
- 2013 EE39
- 2013 EP39
- 2013 EU39
- 2013 EV39
- 2013 EX39
- 2013 EF40
- 2013 EG40
- 2013 EZ40
- 2013 EQ41
- 2013 ER41
- 2013 ES41
- 2013 EW41
- 2013 EX41
- 2013 EB42
- 2013 EJ42
- 2013 EK42
- 2013 ET42
- 2013 EA43
- 2013 EB43
- 2013 ED43
- 2013 EF43
- 2013 EG43
- 2013 EH43
- 2013 EO43
- 2013 EQ43
- 2013 ER43
- 2013 ET43
- 2013 EV43
- 2013 EW43
- 2013 EX43
- 2013 EA44
- 2013 ER44
- 2013 ET44
- 2013 EV44
- 2013 EE45
- 2013 EW45
- 2013 EY45
- 2013 EA46
- 2013 EN46
- 2013 ER46
- 2013 ES46
- 2013 EZ46
- 2013 EF47
- 2013 EN47
- 2013 ES47
- 2013 EV47
- 2013 EW47
- 2013 EX47
- 2013 EY47
- 2013 EA48
- 2013 EB48
- 2013 EE48
- 2013 EK48
- 2013 EQ48
- 2013 ET48
- 2013 EW48
- 2013 EY48
- 2013 EJ49
- 2013 ET49
- 2013 EU49
- 2013 EY49
- 2013 EF50
- 2013 EG50
- 2013 EL50
- 2013 EN50
- 2013 ES50
- 2013 EA51
- 2013 EB51
- 2013 EO52
- 2013 EQ52
- 2013 ER52
- 2013 ES52
- 2013 EV52
- 2013 EB53
- 2013 EK53
- 2013 EL53
- 2013 EM53
- 2013 EQ53
- 2013 ET53
- 2013 EV53
- 2013 EW53
- 2013 EX53
- 2013 EF54
- 2013 EO54
- 2013 ET54
- 2013 EA55
- 2013 EC55
- 2013 EE55
- 2013 EH55
- 2013 EL55
- 2013 EM55
- 2013 EP55
- 2013 EQ55
- 2013 ER55
- 2013 EB56
- 2013 EP56
- 2013 ES56
- 2013 EL57
- 2013 EP57
- 2013 EQ57
- 2013 EW57
- 2013 EX57
- 2013 EP58
- 2013 EQ58
- 2013 ER58
- 2013 EU58
- 2013 EA59
- 2013 ED59
- 2013 EH59
- 2013 EN59
- 2013 EO59
- 2013 EB60
- 2013 EG60
- 2013 EG61
- 2013 EN61
- 2013 ER61
- 2013 EU61
- 2013 EY61
- 2013 EB62
- 2013 EC62
- 2013 ED62
- 2013 EJ62
- 2013 EK62
- 2013 EF63
- 2013 EQ63
- 2013 ES63
- 2013 EY63
- 2013 EF64
- 2013 EL64
- 2013 EM64
- 2013 EN64
- 2013 EQ64
- 2013 ES64
- 2013 EU64
- 2013 EZ64
- 2013 EE65
- 2013 EF65
- 2013 EL65
- 2013 EM65
- 2013 EO65
- 2013 ES65
- 2013 EV65
- 2013 EW65
- 2013 EA66
- 2013 EM66
- 2013 EV66
- 2013 EY66
- 2013 EZ66
- 2013 EB67
- 2013 EF67
- 2013 ES67
- 2013 ET67
- 2013 EV67
- 2013 EC68
- 2013 ED68
- 2013 EE68
- 2013 EF68
- 2013 EG68
- 2013 EH68
- 2013 EJ68
- 2013 EA69
- 2013 EF69
- 2013 EG69
- 2013 EJ69
- 2013 EU69
- 2013 EZ69
- 2013 ED70
- 2013 EE70
- 2013 EH70
- 2013 EO70
- 2013 EP70
- 2013 EQ70
- 2013 ER70
- 2013 ES70
- 2013 EO71
- 2013 ER71
- 2013 EX71
- 2013 ED72
- 2013 EF72
- 2013 EL72
- 2013 EU72
- 2013 EW72
- 2013 EO73
- 2013 EQ73
- 2013 ER73
- 2013 ET73
- 2013 EW73
- 2013 EC74
- 2013 EE74
- 2013 EH74
- 2013 ER74
- 2013 ET74
- 2013 EA75
- 2013 EF75
- 2013 EM75
- 2013 EN75
- 2013 ER75
- 2013 ES75
- 2013 EL76
- 2013 EQ76
- 2013 ET76
- 2013 EU76
- 2013 EZ76
- 2013 EL77
- 2013 EO77
- 2013 EP77
- 2013 ER77
- 2013 ES77
- 2013 EC78
- 2013 ED78
- 2013 EJ78
- 2013 ER78
- 2013 ES78
- 2013 EX78
- 2013 EC79
- 2013 ES79
- 2013 ET79
- 2013 EU79
- 2013 EY79
- 2013 EB80
- 2013 EE80
- 2013 EH80
- 2013 EQ80
- 2013 ET80
- 2013 EZ80
- 2013 EC81
- 2013 EF81
- 2013 EJ81
- 2013 EV81
- 2013 EY81
- 2013 EL82
- 2013 EN82
- 2013 EU82
- 2013 EV82
- 2013 EJ83
- 2013 ET83
- 2013 EH84
- 2013 EP84
- 2013 EW84
- 2013 EA85
- 2013 EF85
- 2013 EW85
- 2013 EF86
- 2013 EF87
- 2013 EU88
- 2013 EZ88
- 2013 EA89
- 2013 ED89
- 2013 EG89
- 2013 EJ89
- 2013 EK89
- 2013 EL89
- 2013 EM89
- 2013 EN89
- 2013 EO89
- 2013 EP89
- 2013 EQ89
- 2013 ER89
- 2013 ES89
- 2013 ET89
- 2013 EV89
- 2013 EW89
- 2013 EX89
- 2013 EY89
- 2013 EQ90
- 2013 EA92
- 2013 ED92
- 2013 EQ92
- 2013 EN94
- 2013 EX94
- 2013 EZ94
- 2013 EF95
- 2013 EH95
- 2013 EZ95
- 2013 EH96
- 2013 EK96
- 2013 EZ96
- 2013 EO97
- 2013 EU97
- 2013 EZ97
- 2013 EA98
- 2013 EU98
- 2013 EV98
- 2013 EW98
- 2013 EZ98
- 2013 EN99
- 2013 ES99
- 2013 ET99
- 2013 EW99
- 2013 EC100
- 2013 EH100
- 2013 EJ100
- 2013 EM100
- 2013 EO100
- 2013 ER100
- 2013 EV100
- 2013 EX100
- 2013 EE101
- 2013 EK103
- 2013 EG104
- 2013 EK104
- 2013 EP104
- 2013 EO105
- 2013 EC106
- 2013 EE106
- 2013 EB107
- 2013 EH107
- 2013 EN107
- 2013 EV107
- 2013 EX107
- 2013 EF108
- 2013 EK108
- 2013 ES108
- 2013 EV108
- 2013 EW108
- 2013 EX108
- 2013 EY108
- 2013 EZ108
- 2013 EG109
- 2013 EW109
- 2013 EA110
- 2013 EB110
- 2013 EL110
- 2013 EN110
- 2013 EX110
- 2013 EA111
- 2013 EW111
- 2013 EE112
- 2013 EF112
- 2013 EU112
- 2013 EV112
- 2013 EX112
- 2013 EZ112
- 2013 EE113
- 2013 EL113
- 2013 ES113
- 2013 EH114
- 2013 EN114
- 2013 ER114
- 2013 EF115
- 2013 EH115
- 2013 EO115
- 2013 ET115
- 2013 ED116
- 2013 EF116
- 2013 EG116
- 2013 EH116
- 2013 EJ116
- 2013 EO116
- 2013 EU116
- 2013 EO117
- 2013 EQ117
- 2013 ER117
- 2013 EG118
- 2013 ER118
- 2013 ES118
- 2013 EX120
- 2013 EG121
- 2013 ES121
- 2013 EY121
- 2013 EA122
- 2013 EP122
- 2013 ET122
- 2013 EM123
- 2013 ES123
- 2013 EA124
- 2013 EB124
- 2013 EM124
- 2013 ET124
- 2013 EU124
- 2013 EF125
- 2013 EU125
- 2013 EV125
- 2013 EG126
- 2013 EN126
- 2013 EO126
- 2013 ED127
- 2013 EW128
- 2013 EF129
- 2013 EM129
- 2013 EO129
- 2013 ET129
- 2013 EU129
- 2013 EV129
- 2013 EX129
- 2013 EA130
- 2013 EC130
- 2013 EE130
- 2013 EG130
- 2013 EL130
- 2013 EM130
- 2013 EQ130
- 2013 ES130
- 2013 EV130
- 2013 EW130
- 2013 EX130
- 2013 EZ130
- 2013 EB131
- 2013 EE131
- 2013 EG131
- 2013 EH131
- 2013 EQ131
- 2013 ER131
- 2013 ET131
- 2013 EU131
- 2013 EY131
- 2013 EB132
- 2013 EE132
- 2013 EF132
- 2013 EM132
- 2013 ES132
- 2013 EW132
- 2013 EF133
- 2013 EQ133
- 2013 ET133
- 2013 EV133
- 2013 EW133
- 2013 EC134
- 2013 EK134
- 2013 EN134
- 2013 ET134
- 2013 EW134
- 2013 EX134
- 2013 EB135
- 2013 EC135
- 2013 EE135
- 2013 EJ135
- 2013 EL135
- 2013 EM135
- 2013 ET135
- 2013 EV135
- 2013 EZ135
- 2013 EA136
- 2013 EC136
- 2013 EK136
- 2013 EL136
- 2013 EM136
- 2013 EN136
- 2013 EW136
- 2013 EX136
- 2013 EB137
- 2013 ED137
- 2013 EG137
- 2013 EJ137
- 2013 ER137
- 2013 ET137
- 2013 EG138
- 2013 EH138
- 2013 EM138
- 2013 EV138
- 2013 EY138
- 2013 EZ138
- 2013 EC139
- 2013 EH139
- 2013 EQ139
- 2013 ER139
- 2013 ET139
- 2013 EW139
- 2013 EX139
- 2013 EZ139
- 2013 EB140
- 2013 EC140
- 2013 EF140
- 2013 EM140
- 2013 EN140
- 2013 ET140
- 2013 EW140
- 2013 EB141
- 2013 ED141
- 2013 EE141
- 2013 EJ141
- 2013 EK141
- 2013 EN141
- 2013 EW141
- 2013 EZ141
- 2013 EK142
- 2013 EP142
- 2013 EU142
- 2013 EY142
- 2013 EZ142
- 2013 EB143
- 2013 ED143
- 2013 EE143
- 2013 EH143
- 2013 EJ143
- 2013 EK143
- 2013 EU143
- 2013 EW143
- 2013 EC144
- 2013 EG144
- 2013 EJ144
- 2013 EL144
- 2013 EN144
- 2013 EP144
- 2013 EQ144
- 2013 EX144
- 2013 EZ144
- 2013 EF145
- 2013 EM145
- 2013 EN145
- 2013 ES145
- 2013 ED146
- 2013 EP146
- 2013 EG147
- 2013 EK147
- 2013 EU147
- 2013 EZ147
- 2013 EA148
- 2013 EN148
- 2013 EP148
- 2013 EU148
- 2013 EG149
- 2013 EL149
- 2013 EM149
- 2013 EN149
- 2013 EQ149
- 2013 ET149
- 2013 EW149
- 2013 EZ149
- 2013 EG150
- 2013 EH150
- 2013 EP150
- 2013 EQ150
- 2013 ER150
- 2013 ET150
- 2013 EU150
- 2013 EX150
- 2013 EA151
- 2013 EO151
- 2013 ES151
- 2013 ET151
- 2013 EW151
- 2013 EX151
- 2013 EZ151
- 2013 EJ152
- 2013 EK152
- 2013 EH153
- 2013 EJ153
- 2013 EL153
- 2013 EQ153
- 2013 EJ154
- 2013 EK154
- 2013 EQ154
- 2013 EX154
- 2013 EY154
- 2013 EB155
- 2013 EC155
- 2013 ED155
- 2013 EU155
- 2013 EB156
- 2013 EJ156
- 2013 EN156
- 2013 EY156
- 2013 EZ156
- 2013 EG157
- 2013 EH157
- 2013 EJ157
- 2013 EM157
- 2013 ES157
- 2013 EZ157
- 2013 EV158
- 2013 EY159
- 2013 EZ159
- 2013 EA160
- 2013 EB160
- 2013 EF160
- 2013 EG160
- 2013 EM160
- 2013 EP160
- 2013 EQ160
- 2013 ET160
- 2013 EU160
- 2013 EX160
- 2013 EA161
- 2013 EB161
- 2013 ED161
- 2013 EE161
- 2013 EF161
- 2013 EG161
- 2013 EH161
- 2013 EJ161
- 2013 EK161
- 2013 EL161
- 2013 EM161
- 2013 EN161
- 2013 EP161
- 2013 EQ161
- 2013 ER161
- 2013 ET161
- 2013 EV161
- 2013 EW161
- 2013 EX161
- 2013 EY161
- 2013 EZ161
- 2013 EB162
- 2013 EC162
- 2013 ED162
- 2013 EE162
- 2013 EF162
- 2013 EH162
- 2013 EJ162
- 2013 EK162
- 2013 EM162
- 2013 EN162
- 2013 EO162
- 2013 EP162
- 2013 ER162
- 2013 ES162
- 2013 ET162
- 2013 EU162
- 2013 EV162
- 2013 EW162
- 2013 EX162
- 2013 EA163
- 2013 EB163
- 2013 EG163
- 2013 EH163
- 2013 EJ163
- 2013 EK163
- 2013 EY163
- 2013 EZ163
- 2013 EG164
- 2013 EH164
- 2013 EJ164
- 2013 EK164
- 2013 EL164
- 2013 EN164
- 2013 EO164
- 2013 EQ164
- 2013 ER164
- 2013 ES164
- 2013 EU164
- 2013 EV164
- 2013 EX164
- 2013 EY164
- 2013 EZ164
- 2013 EA165
- 2013 EB165
- 2013 EC165
- 2013 ED165
- 2013 EE165
- 2013 EF165
- 2013 EK165
- 2013 EM165
- 2013 EN165
- 2013 EP165
- 2013 ER165
- 2013 EU165
- 2013 EV165
- 2013 EW165
- 2013 EX165
- 2013 EY165
- 2013 EZ165
- 2013 EA166
- 2013 EB166
- 2013 EC166
- 2013 ED166
- 2013 EG166
- 2013 EK166
- 2013 EQ166
- 2013 ER166
- 2013 ET166
- 2013 EV166
- 2013 EW166
- 2013 EX166
- 2013 EY166
- 2013 EZ166
- 2013 EA167
- 2013 EB167
- 2013 EC167
- 2013 EJ167
- 2013 EN167
- 2013 EP167
- 2013 ER167
- 2013 ET167
- 2013 EU167
- 2013 EV167
- 2013 EL168
- 2013 EN168
- 2013 EU168
- 2013 EW168
- 2013 EY168
- 2013 EZ168
- 2013 EA169
- 2013 EB169
- 2013 ED169
- 2013 EE169
- 2013 EF169
- 2013 EG169
- 2013 EH169
- 2013 EK169
- 2013 EL169
- 2013 EM169
- 2013 EO169
- 2013 EQ169
- 2013 EV169
- 2013 EW169
- 2013 EX169
- 2013 EY169
- 2013 EZ169
- 2013 EA170
- 2013 EB170
- 2013 ED170
- 2013 EF170
- 2013 EG170
- 2013 EH170
- 2013 EJ170
- 2013 EK170
- 2013 EN170
- 2013 EO170
- 2013 EQ170
- 2013 ER170
- 2013 ES170
- 2013 ET170
- 2013 EA171
- 2013 EG171
- 2013 EH171
- 2013 EJ171
- 2013 EL171
- 2013 EM171
- 2013 EN171
- 2013 EP171
- 2013 EQ171
- 2013 ER171
- 2013 ET171
- 2013 EB172
- 2013 EC172
- 2013 EE172
- 2013 EJ172
- 2013 EK172
- 2013 EN172
- 2013 ER172
- 2013 ES172
- 2013 ET172
- 2013 EU172
- 2013 EW172
- 2013 EZ172
- 2013 EA173
- 2013 EC173
- 2013 ED173
- 2013 EG173
- 2013 EY173
- 2013 EB174
- 2013 EE174
- 2013 EG174
- 2013 EH174
- 2013 EJ174
- 2013 EK174
- 2013 EL174
- 2013 EM174
- 2013 EN174
- 2013 EO174
- 2013 EQ174
- 2013 ER174
- 2013 ES174
- 2013 ET174
- 2013 EU174
- 2013 EV174
- 2013 EZ174
- 2013 EA175
- 2013 ED175
- 2013 EE175
- 2013 EG175
- 2013 EJ175
- 2013 EK175
- 2013 EL175
- 2013 EM175
- 2013 EO175
- 2013 EV175
- 2013 EW175
- 2013 EX175
- 2013 EY175
- 2013 EZ175
- 2013 EA176
- 2013 EC176
- 2013 ED176
- 2013 EE176
- 2013 EG176
- 2013 EH176
- 2013 EK176
- 2013 EM176
- 2013 EN176
- 2013 EO176
- 2013 EP176
- 2013 EQ176
- 2013 ER176
- 2013 ES176
- 2013 ET176
- 2013 EV176
- 2013 EW176
- 2013 EX176
- 2013 EY176
- 2013 EZ176
- 2013 EB177
- 2013 EC177
- 2013 EK177
- 2013 EL177
- 2013 EN177
- 2013 ER177
- 2013 ES177
- 2013 ET177
- 2013 EU177
- 2013 EV177
- 2013 EB178
- 2013 EC178
- 2013 EE178
- 2013 EG178
- 2013 EJ178
- 2013 EV178
- 2013 ES179
- 2013 ET179
- 2013 EU179
- 2013 EX179
- 2013 EZ179
- 2013 EA180
- 2013 ED180
- 2013 EH180
- 2013 EK180
- 2013 EL180
- 2013 EM180
- 2013 EN180
- 2013 EP180
- 2013 EQ180
- 2013 ER180
- 2013 EU180
- 2013 EX180
- 2013 EY180
- 2013 EC181
- 2013 ED181
- 2013 EE181
- 2013 EF181
- 2013 EG181
- 2013 EH181
- 2013 EK181
- 2013 EL181
- 2013 EN181
- 2013 EO181
- 2013 EP181
- 2013 ER181
- 2013 ET181
- 2013 EV181
- 2013 EX181
- 2013 EY181
- 2013 EZ181
- 2013 EA182
- 2013 EB182
- 2013 ED182
- 2013 EF182
- 2013 EG182
- 2013 EH182
- 2013 EJ182
- 2013 EK182
- 2013 EL182
- 2013 EM182
- 2013 EN182
- 2013 EO182
- 2013 EQ182
- 2013 ER182
- 2013 ES182
- 2013 ET182
- 2013 EV182
- 2013 EW182
- 2013 EY182
- 2013 EZ182
- 2013 EC183
- 2013 ED183
- 2013 EE183
- 2013 EF183
- 2013 EG183
- 2013 EH183
- 2013 EJ183
- 2013 EK183
- 2013 EL183
- 2013 EM183
- 2013 EO183
- 2013 EP183
- 2013 EQ183
- 2013 ER183
- 2013 ET183
- 2013 EU183
- 2013 EV183
- 2013 EY183
- 2013 EZ183
- 2013 EA184
- 2013 EB184
- 2013 EC184
- 2013 ED184
- 2013 EE184
- 2013 EG184
- 2013 EH184
- 2013 EK184
- 2013 EL184
- 2013 EM184
- 2013 EN184
- 2013 EP184
- 2013 EQ184
- 2013 ER184
- 2013 ES184
- 2013 ET184
- 2013 EW184
- 2013 EX184
- 2013 EY184
- 2013 EZ184
- 2013 EC185
- 2013 ED185
- 2013 EF185
- 2013 EH185
- 2013 EJ185
- 2013 EK185
- 2013 EM185
- 2013 EN185
- 2013 EP185
- 2013 EQ185
- 2013 ES185
- 2013 ET185
- 2013 EU185
- 2013 EV185
- 2013 EW185
- 2013 EX185
- 2013 EY185
- 2013 EZ185
- 2013 EA186
- 2013 EB186
- 2013 EC186
- 2013 ED186
- 2013 EE186
- 2013 EF186
- 2013 EG186
- 2013 EH186
- 2013 EJ186
- 2013 EK186
- 2013 EL186
- 2013 EM186
- 2013 EN186
- 2013 EO186
- 2013 EP186
- 2013 EQ186
- 2013 ER186
- 2013 ES186
- 2013 ET186
- 2013 EU186
- 2013 EV186
- 2013 EW186
- 2013 EX186
- 2013 EY186
- 2013 EZ186
- 2013 EA187
- 2013 EB187
- 2013 EC187
- 2013 ED187
- 2013 EF187
- 2013 EG187
- 2013 EH187
- 2013 EJ187
- 2013 EK187
- 2013 EL187
- 2013 EN187
- 2013 EO187
- 2013 EQ187
- 2013 ER187
- 2013 ES187
- 2013 ET187
- 2013 EU187
- 2013 EW187
- 2013 EX187
- 2013 EY187
- 2013 EZ187
- 2013 EA188
- 2013 EB188
- 2013 EC188
- 2013 ED188
- 2013 EE188
- 2013 EF188
- 2013 EG188
- 2013 EH188
- 2013 EK188
- 2013 EM188
- 2013 EO188
- 2013 EP188
- 2013 EQ188
- 2013 ER188
- 2013 ES188
- 2013 ET188
- 2013 EU188
- 2013 EW188
- 2013 EX188
- 2013 EY188
- 2013 EZ188
- 2013 EA189
- 2013 EB189
- 2013 ED189
- 2013 EF189
- 2013 EG189
- 2013 EH189
- 2013 EJ189
- 2013 EK189
- 2013 EO189
- 2013 EQ189
- 2013 ER189
- 2013 ES189
- 2013 ET189
- 2013 EU189
- 2013 EV189
- 2013 EW189
- 2013 EX189
- 2013 EY189
- 2013 EZ189
- 2013 EA190
- 2013 EB190
- 2013 EC190
- 2013 EE190
- 2013 EG190
- 2013 EH190
- 2013 EJ190
- 2013 EK190
- 2013 EM190
- 2013 EN190
- 2013 EO190

### Du 16 au 31 mars 2013
- 2013 FB
- 2013 FD
- 2013 FE
- 2013 FF
- 2013 FG
- 2013 FK
- 2013 FM
- 2013 FR
- 2013 FX1
- 2013 FZ1
- 2013 FE2
- 2013 FZ2
- 2013 FE3
- 2013 FS3
- 2013 FO4
- 2013 FR4
- 2013 FV4
- 2013 FE5
- 2013 FF5
- 2013 FL5
- 2013 FS5
- 2013 FU5
- 2013 FN6
- 2013 FS6
- 2013 FV6
- 2013 FC7
- 2013 FF7
- 2013 FR7
- 2013 FS7
- 2013 FT7
- 2013 FX7
- 2013 FY7
- 2013 FZ7
- 2013 FA8
- 2013 FB8
- 2013 FC8
- 2013 FD8
- 2013 FF8
- 2013 FG8
- 2013 FH8
- 2013 FJ8
- 2013 FK8
- 2013 FL8
- 2013 FV8
- 2013 FD9
- 2013 FH9
- 2013 FL9
- 2013 FM9
- 2013 FX9
- 2013 FZ9
- 2013 FK10
- 2013 FQ10
- 2013 FA11
- 2013 FC11
- 2013 FD11
- 2013 FP11
- 2013 FA12
- 2013 FU12
- 2013 FZ12
- 2013 FT13
- 2013 FU13
- 2013 FV13
- 2013 FW13
- 2013 FX13
- 2013 FY13
- 2013 FZ13
- 2013 FA14
- 2013 FO15
- 2013 FO16
- 2013 FP16
- 2013 FT16
- 2013 FX16
- 2013 FW17
- 2013 FC18
- 2013 FQ18
- 2013 FD19
- 2013 FP19
- 2013 FV19
- 2013 FX19
- 2013 FF20
- 2013 FG20
- 2013 FK20
- 2013 FA21
- 2013 FO21
- 2013 FK22
- 2013 FN22
- 2013 FQ22
- 2013 FG23
- 2013 FK23
- 2013 FQ23
- 2013 FW23
- 2013 FB24
- 2013 FD24
- 2013 FL24
- 2013 FS24
- 2013 FA25
- 2013 FB26
- 2013 FD27
- 2013 FQ27
- 2013 FA28
- 2013 FD28
- 2013 FE28
- 2013 FG28
- 2013 FH28
- 2013 FK28
- 2013 FM28
- 2013 FO28
- 2013 FQ28
- 2013 FS28
- 2013 FT28
- 2013 FW28
- 2013 FX28
- 2013 FY28
- 2013 FZ28
- 2013 FK29
- 2013 FM29
- 2013 FN29
- 2013 FO29
- 2013 FP29
- 2013 FV29
- 2013 FY29
- 2013 FA30
- 2013 FJ30
- 2013 FL30
- 2013 FN30
- 2013 FR30
- 2013 FS30
- 2013 FU30
- 2013 FV30
- 2013 FW30
- 2013 FY30
- 2013 FA31
- 2013 FB31
- 2013 FC31
- 2013 FD31
- 2013 FE31
- 2013 FF31
- 2013 FG31
- 2013 FH31
- 2013 FK31
- 2013 FL31
- 2013 FM31
- 2013 FN31
- 2013 FO31
- 2013 FP31
- 2013 FQ31
- 2013 FR31
- 2013 FS31
- 2013 FU31
- 2013 FV31
- 2013 FW31
- 2013 FX31
- 2013 FA32
- 2013 FD32
- 2013 FE32
- 2013 FH32
- 2013 FJ32
- 2013 FL32
- 2013 FM32
- 2013 FN32
- 2013 FO32
- 2013 FQ32
- 2013 FR32
- 2013 FY32
- 2013 FZ32
- 2013 FA33
- 2013 FB33
- 2013 FC33
- 2013 FD33
- 2013 FE33
- 2013 FH33
- 2013 FK33
- 2013 FL33
- 2013 FM33
- 2013 FP33
- 2013 FB34
- 2013 FC34
- 2013 FE34
- 2013 FF34
- 2013 FG34
- 2013 FK34
- 2013 FL34
- 2013 FM34
- 2013 FN34
- 2013 FO34
- 2013 FP34
- 2013 FQ34
- 2013 FR34
- 2013 FT34
- 2013 FV34
- 2013 FC35
- 2013 FJ35
- 2013 FL35
- 2013 FO35
- 2013 FP35
- 2013 FQ35
- 2013 FR35
- 2013 FS35
- 2013 FT35
- 2013 FU35
- 2013 FV35
- 2013 FW35
- 2013 FX35
- 2013 FY35
- 2013 FZ35
- 2013 FB36
- 2013 FC36
- 2013 FG36
- 2013 FL36
- 2013 FO36
- 2013 FQ36
- 2013 FR36
- 2013 FS36
- 2013 FT36
- 2013 FU36
- 2013 FV36
- 2013 FW36
- 2013 FY36
- 2013 FZ36
- 2013 FD37
- 2013 FE37
- 2013 FF37
- 2013 FH37
- 2013 FJ37
- 2013 FL37
- 2013 FN37
- 2013 FO37
- 2013 FP37
- 2013 FQ37
- 2013 FR37
- 2013 FS37
- 2013 FT37
- 2013 FV37
- 2013 FW37
- 2013 FX37
- 2013 FA38
- 2013 FD38
- 2013 FE38
- 2013 FF38
- 2013 FM38
- 2013 FN38
- 2013 FO38
- 2013 FP38
- 2013 FQ38
- 2013 FS38
- 2013 FU38
- 2013 FV38
- 2013 FW38
- 2013 FC39
- 2013 FD39
- 2013 FE39
- 2013 FF39
- 2013 FG39
- 2013 FJ39
- 2013 FM39
- 2013 FN39
- 2013 FO39
- 2013 FP39
- 2013 FR39
- 2013 FV39
- 2013 FX39
- 2013 FZ39
- 2013 FA40
- 2013 FB40
- 2013 FC40
- 2013 FE40
- 2013 FF40
- 2013 FG40
- 2013 FH40
- 2013 FJ40
- 2013 FK40
- 2013 FL40
- 2013 FM40
- 2013 FN40
- 2013 FO40
- 2013 FP40
- 2013 FQ40
- 2013 FR40
- 2013 FS40
- 2013 FT40
- 2013 FU40
- 2013 FV40
- 2013 FY40
- 2013 FZ40
- 2013 FA41
- 2013 FB41
- 2013 FC41
- 2013 FE41
- 2013 FF41
- 2013 FH41
- 2013 FJ41
- 2013 FK41
- 2013 FL41
- 2013 FN41
- 2013 FO41
- 2013 FP41
- 2013 FQ41
- 2013 FS41
- 2013 FT41
- 2013 FU41
- 2013 FV41
- 2013 FW41
- 2013 FX41
- 2013 FY41
- 2013 FZ41
- 2013 FA42
- 2013 FC42
- 2013 FE42
- 2013 FF42
- 2013 FG42
- 2013 FH42
- 2013 FJ42
- 2013 FK42
- 2013 FL42
- 2013 FM42
- 2013 FN42
- 2013 FO42
- 2013 FP42
- 2013 FQ42
- 2013 FR42
- 2013 FT42
- 2013 FU42
- 2013 FV42
- 2013 FW42
- 2013 FX42
- 2013 FY42
- 2013 FZ42
- 2013 FA43
- 2013 FB43
- 2013 FC43
- 2013 FD43
- 2013 FE43
- 2013 FF43
- 2013 FG43
- 2013 FH43
- 2013 FJ43
- 2013 FK43
- 2013 FL43
- 2013 FM43
- 2013 FN43
- 2013 FQ43
- 2013 FR43
- 2013 FS43
- 2013 FU43
- 2013 FV43
- 2013 FX43
- 2013 FY43
- 2013 FC44
- 2013 FD44
- 2013 FF44
- 2013 FG44
- 2013 FH44
- 2013 FK44
- 2013 FM44
- 2013 FN44
- 2013 FO44
- 2013 FP44
- 2013 FQ44
- 2013 FR44
- 2013 FS44
- 2013 FT44
- 2013 FU44
- 2013 FV44
- 2013 FW44
- 2013 FX44
- 2013 FA45